# گمینا اوبورنگکی
گمینا اوبورنگکی (به لهستانی:  Gmina Oborniki) یک گمینا در لهستان است که در شهرستان اوبورنگکی واقع شده‌است. گمینا اوبورنگکی ۳۴۰٫۱۶ کیلومتر مربع مساحت و ۳۱٬۵۴۱ نفر جمعیت دارد.